# Diadema hexamerum
Diadema hexamerum är en svampart som beskrevs av Shoemaker & C.E. Babc. 1989. Diadema hexamerum ingår i släktet Diadema och familjen Diademaceae.   Inga underarter finns listade i Catalogue of Life.